# Pétrole brut de synthèse
Le pétrole brut de synthèse (appelé « syncrude » dans l'industrie, qui est une marque déposée ; Syncrude est une compagnie pétrolière canadienne) est un terme générique désignant un substitut de pétrole brut produit artificiellement à partir d'un autre combustible, mais étant traité en raffinerie. Ces pétroles coûtent plus cher à produire, mais ils sont en général équivalents à des pétroles bruts de qualité très élevée.
Il n'existe pas de définition exacte des produits à inclure comme pétrole bruts de synthèse. On peut citer :
- Le produit du pré-raffinage des sables bitumineux et des pétroles extra-lourds (immatures ou biodégradés). Ce type de production se retrouve en Alberta au Canada et en Orénoque au Venezuela. Il consiste à retirer du carbone (par procédé thermique ou par emploi de solvants) ou à ajouter de l'hydrogène au pétrole non conventionnel.
- Les carburants produits à partir du charbon et potentiellement d'autres carburants solides (tels que de la biomasse ou des résidus de raffinage), soit par gazéification, suivie de la synthèse Fischer-Tropsch (procédé notamment employé par Sasol en Afrique du Sud), soit par réaction directe entre le charbon et de l'hydrogène ajouté (nouvelle technologie, en 2006, employée prochainement en Chine).
- Les liquides produits à partir du gaz naturel, utilisant également le procédé Fischer-Tropsch. Le pionnier du domaine fut PetroSA, également en Afrique du Sud. Plusieurs projets sont à l'étude, au Qatar, entre autres.
- Éventuellement, le « pétrole » produit par dépolymérisation thermique. Il s'agit d'une nouvelle technique proposée par une société américaine[1] capable de fragmenter les molécules organiques en hydrocarbures simples, et pouvant donc utiliser toutes sortes de biodéchets.

## Une solution?
La production de brut de synthèse peut sembler une solution au pic pétrolier, mais il y a des limites aux procédés. Non seulement, elle s'appuie presque toujours sur d'autres ressources non renouvelables (bitumes, charbon et gaz), mais elle ajoute de complexes étapes de fabrication en amont pour l'industrie pétrolière, ce qui, sur le cycle complet de l'extraction à la consommation finale, réduit fortement le rendement global. Ainsi, au Canada, pour produire 10 barils de brut de synthèse, l'industrie consomme l'équivalent de trois barils en gaz naturel, et augmente d'autant les émissions de gaz à effet de serre.